# Skupina památných dubů u Říčanky v Uhříněvsi
Skupina památných dubů u Říčanky v Uhříněvsi jsou památné stromy, které rostou na břehovém pásu v ohbí potoka Říčanky před vstupem do uhříněveské obory.

## Parametry stromu
- Výška (m): 18–27 (2016)
- Obvod (cm): 262–437 (2013)
- Ochranné pásmo: vyhlášené – kruh o poloměru desetinásobku průměru kmene v 1,3 m na p.č. 1756/2 k.ú. Uhříněves
- Datum prvního vyhlášení: 02.02.2000[1][2]
- Odhadované stáří: 200 let (k roku 2016)[3]

## Popis
Ze skupiny stromů jsou nejmohutnější první dva, které rostou nejblíž můstku přes Říčanku; mají mohutný kmen a rozložitou korunu. Jejich stanoviště na břehu potoka jim zaručuje dostatek vody i živin. Jako součást břehového porostu jsou dokladem původní skladby zdejších dřevin. Zdravotní stav dubů je velmi dobrý, ošetření je prováděno pravidelně.

## Historie
Roku 2000 bylo vyhlášeno památnými stromy 6 dubů letních. Roku 2002 byl první strom ve směru od zástavby v Uhříněvsi pokácen pravděpodobně v souvislosti se záplavami. Roku 2012 byla zrušena památková ochrana u čtvrtého dubu z důvodu jeho uschnutí.

## Památné stromy v okolí
- Dub letní v Uhříněvsi
- Duby u hráze Podleského rybníka
- Hraniční dub v Uhříněvsi

## Turismus
Poblíž dubů vede turistická značená trasa  0008 z Uhříněvsi přes Královice, Koloděje a Klánovice do Úval.